# Arián Etcheverry
Pour les articles homonymes, voir Etcheverry.
Arián Etcheverry, né le 21 mars 2000, est un coureur cycliste argentin.

## Biographie
Lors de la saison 2022, il termine troisième du championnat panaméricain du contre-la-montre, dans la catégorie des espoirs,.

## Palmarès

### Cyclisme sur route
- 2022
  - 2e du championnat d'Argentine du contre-la-montre espoirs
  -  Médaillé de bronze du championnat panaméricain du contre-la-montre espoirs
- 2025
  - 1re étape de la Revancha de la Doble

### Cyclisme sur piste
- 2019
  - 3edu championnat d'Argentine de poursuite espoirs[3]
  - 3e du championnat d'Argentine de course aux points espoirs[3]
- 2021
  -  Champion d'Argentine de poursuite[4]
  - 3e du championnat d'Argentine de l'américaine[5]
  - 3e du championnat d'Argentine de course aux points espoirs[4]
- 2024
  - 3e du championnat d'Argentine de poursuite par équipes[6]
  - 3e du championnat d'Argentine de course aux points[7]